# Michele Centonze
Michele Centonze (Lecce, 27 giugno 1963) è un compositore, chitarrista e produttore discografico italiano.

## Biografia
Negli anni '70 con i fratelli Marco Sabiu alle tastiere e David Sabiu alla batteria (Michele Centonze al basso e alla voce) forma gli MMD, gruppo di rock progressivo forlivese.
L'inizio del percorso artistico da solista di Michele Centonze risale all'inizio degli anni ottanta. Suona, canta e sperimenta con gli MMD (acronimo dei tre componenti, Marco, Michele e David) e riarrangiando alcuni brani di artisti in voga negli anni '80 (come Sandy Marton, Tracy Spencer e Celeste Johnson) riesce a farsi notare da Claudio Cecchetto che gli propone di collaborare al primo progetto artistico di Jovanotti.
Da qui nasce il sodalizio che vede Michele Centonze come produttore, coautore e chitarrista dei pezzi di Jovanotti dal 1986 al 2000. Primo successo scritto da Michele Centonze per Jovanotti è il singolo Gimme Five. Da allora le attività di Michele Centonze sono svariate, dalla produzione musicale, alla produzione di eventi, alla ideazione di sistemi audio/video ecc.
È noto per aver curato l'arrangiamento della musica di sottofondo di Siamo fatti così. Sua è anche la sigla del Meteo3 dal 1990 al 1993, del TG4 dal 1997 al 1999.

## Produzione Discografica
- Jovanotti dal 1986 al 2000 - Produzione, chitarra e scrittura con Lorenzo Cherubini di tutti i pezzi dal 1988 al 2000 contenuti nei seguenti Album: Jovanotti for president - Giovani Jovanotti - Una tribù che balla - Lorenzo 1992 - Lorenzo 1994 - Lorenzo 90-95 - L'albero - Capo Horn.
- Mietta 1995 - Produzione del disco e scrittura musiche e testi "Daniela è felice"
- Elisa 2003 - Produzione e riarrangiamento del tema "Almeno tu nell'universo" colonna sonora del film di Gabriele Muccino Ricordati di me
- Pavarotti & Friends 2003 - Produzione disco "Pavarotti & Friends ediz. 2003 SOS Iraq"
- Luciano Pavarotti 2004 - Scrittura e produzione del primo disco Pop del M° Luciano Pavarotti "Ti Adoro"
- Elisa 2005 - Produzione e arrangiamento del pezzo "Swan" tema portante della colonna sonora del film "Melissa P" di Luca Guadagnino.

## Cinema
Dal 1993 inizia la collaborazione con Buena Vista International (Walt Disney) in qualità di Direttore Musicale e responsabile dei doppiaggi dei pezzi musicali dei Cartoni Disney per l'Italia, tra i quali troviamo Il re leone (ha scritto il brano "Il cerchio della vita" insieme a Luciano Ligabue nell'interpretazione di Ivana Spagna), Il Gobbo di Notre Dame, Pocahontas, Mulan, Hercules, Toy Story - Il mondo dei giocattoli ed il sequel Toy Story 2 - Woody e Buzz alla riscossa, Tarzan ed altri.
Per questi film ha scritto in lingua italiana i testi e ha curato i doppiaggi per svariati artisti, tra cui Elton John, Alan Menken, Howard Ashman, Tim Rice, Phil Collins, Randy Newman. In particolare per Hercules, ha ottenuto il Grammy per il migliore adattamento internazionale fra 44 paesi.

## Teatro
- Rent (2000) - Direttore artistico per la produzione musicale del musical di Jonathan Larson, importato in Italia dalla Duke International di Nicoletta Mantovani. Scrive e adatta tutti i testi del musical in lingua Italiana per lo show.

## Eventi
- Pavarotti & Friends - 1998 - 1999 -2000 -2001 -2002 -2003

La collaborazione con il Maestro Luciano Pavarotti ha inizio nel 1998 con la produzione artistica degli eventi Pavarotti & Friends per i quali si occupa della scelta del casting, dei pezzi, degli adattamenti per i duetti e arrangiamenti per artisti e orchestra oltre che alla registrazione degli show e al coordinamento con la televisione. Alcuni fra gli artisti con i quali ha lavorato: U2, Stevie Wonder, Mariah Carey, Gloria Estefan, Joe Cocker, BB King, Lionel Richie, James Brown, Lou Reed, Sting, Céline Dion, Jon Bon Jovi, Spice Girls, George Michael, Eurythmics, Anastacia, George Benson, Tom Jones, Barry White, Natalie Cole, Andrea Bocelli, Eric Clapton, Queen, ecc.
- Co-Produzione del Tour Eros Ramazzotti / Pino Daniele & Jovanotti' - 1994
- Produzione del tour multisensoriale di Jovanotti "Capo Horn" - 1999
- Produzione del concerto di Jovanotti a Palermo "Millennium" La Notte del 2000 Evento acquistato da Bibi Ballandi e trasmesso su RAI 1 in diretta TV.
- Produzione musicale e direzione d'orchestra dell'evento Cerimonie Olimpiche di Salt Lake City per il segmento relativo alla presentazione di Torino 2006 - 2002
- Produzione artistica/musicale delle cerimonie di apertura e di chiusura dei XX Giochi olimpici invernali di Torino, per i quali Michele Centonze compone la colonna sonora originale per entrambi gli eventi.
- Produzione Musicale dello show Salute Petra tenutosi a Petra in Giordania in onore al Maestro Luciano Pavarotti - 2008

## Altre
Nel 1996 crea una società multimediale di nome Ideadrome per sperimentare con Jovanotti il primo CD multimediale "TAMBURO" che lo vede impegnato dopo qualche anno nella produzione del primo CD ufficiale dell'Inter per poi evolvere con creazioni e progettazioni di impianti audio/video, già installati nei Ferrari Store di Maranello, di Roma, al Disney Store di Bologna ecc.